# Stratocles bennettii
Stratocles bennettii är en insektsart som först beskrevs av Gray, G.R. 1835.  Stratocles bennettii ingår i släktet Stratocles och familjen Pseudophasmatidae. Inga underarter finns listade i Catalogue of Life.